# إيفا سفينسون
إيفا سفينسون (بالسويدية: Eva Svensson)‏ هي متزحلقة سويدية، ولدت في 27 مايو 1987.

## وصلات خارجية
- إيفا سفينسون على موقع الاتحاد الدولي للملاحة (الإنجليزية)
- إيفا سفينسون على موقع عالم الملاحة (الإنجليزية)